# 本篤十六世

教宗本篤十六世的教宗牧徽
該牧徽首次以主教冠取代三重冕，且以三條線保留三重冕所代表的「圣统、司法和训导」意涵。

本笃十六世（拉丁語：Benedictus XVI；1927年4月16日—2022年12月31日）是天主教会第265任教宗，本名若瑟·类思·拉青格（德語：Joseph Aloisius Ratzinger），2005年4月19日当选教宗，2005年4月24日正式就任，2013年2月28日辞职。其通曉十種語言，就任教宗前为德國籍樞機，由保祿六世擢升，是第八位德國籍教宗。2005年教宗選舉時，有選舉權的樞機中連他在內有三位並非由若望保祿二世擢升。2013年2月11日，本篤十六世宣布因年齡及健康因素決定辭職，歐洲中部時間2月28日晚上8時生效，成為自1415年額我略十二世退位後，逾六世紀以來首位自行請辭的教宗，亦因此於天主教會內引起廣大反響。其辭職退休後繼續保留「本篤十六世」之稱號，職務改為「榮休教宗」（Pope Emeritus）直至2022年逝世。

## 经历
1927年4月16日復活節前日，拉青格出生於德意志上巴伐利亚阿爾卑斯山脈的馬克特爾鎮（Marktl am Inn），他也是在同一天受洗的。他是家中第三個，也是最小的孩子，父母分別為老约瑟夫·拉青格及瑪利。其父親曾為當地警察，於1937年退休，並定居於特勞恩施泰因。其兄長格奥尔格·拉青格是天主教神父及音樂家；姊姊名為瑪麗亞·拉青格。
第二次世界大战期间，他在度过了十四岁生日后，加入了當時每個德國少年都必須加入的希特勒青年团。1944年9月，拉青格拒绝加入武装党卫队。同年12月，被分配至德意志国防军。1951年任司鐸職，1953年获神学博士学位，其论文题为《聖奥斯定关于天主子民与天主圣殿的教会学说》。拉青格于1957年获得大学教授资格，随后在弗赖辛神学高校讲授基本神学，后又转至波恩大学任教。拉青格在20世纪60年代以其敏锐、深刻的思想而在天主教神学界脱颖而出，他于梵蒂冈第二届大公会议期间担任大会神学顾问，于1963年任明斯特大学教义学和教义史教授，1966年转至杜宾根大学任教，1969年担任雷根斯堡大学教义学讲座教授。

### 晉牧及在羅馬教廷任職
拉青格於1977年被按立為慕尼黑和弗赖辛总教区总主教，不久後由教宗保祿六世選為枢机，任罗马蒂布蒂诺忧苦之慰圣母堂領銜司鐸。1981年，拉青格被任命為聖座信理部部长之後就常居梵蒂岡，此后长达23年内，拉青格被视为聖座神学理论的官方代言人和天主教界神学纷争的仲裁者。他於1993年升為主教級樞機並領韋萊特里-塞尼羅馬城郊教區主教銜，1998年成為樞機團團長。

## 當選教宗
教宗若望保祿二世于2005年4月2日在梵蒂冈去世後，拉青格以樞機團團長身分召集樞機團舉行選舉秘密會議。他最後於同年的4月19日宣告當選。
在推选教宗前，他以樞機團團長身份對樞機團的布道中告诫他的同僚不要被现代宗教潮流所干扰，曾表達：「我們正進到相對主義的獨裁中。它不承認任何事物是絕對的，它的最高價值是個人的自我和欲望。」拉青格以发展出一套能应付社会变迁和挑战的天主教教会学说为己任，其论域之焦点乃神学理论与教会存在的密切关系。
拉青格同时还是一位学者型的教會领袖。他的《我为何仍留在教会内》一文，在神学界引起很大反响，文中指出：「只有在教会内，而非在教会旁，才可成为真正的基督信徒。」正因为他在神学界享有崇高的威望和地位，因此，78岁高龄的拉青格几乎没有多少悬念就当选为天主教历史上第265任教宗。他也成为继16世纪初的教宗亞德六世（实际上是荷兰人，当时属于神圣罗马帝国）之后482年以来的首位来自德意志地区的教宗。
除了母語德語外，拉青格還精通法語與意大利語，此外也會英語、西班牙語、葡萄牙語與拉丁語。另外拉青格也能閱讀古希臘文及希伯來文。拉青格也是名古典音樂愛好者，能彈奏鋼琴並偏好莫扎特及巴哈的作品。

### 辭職
2013年2月11日，本篤十六世公開宣布自己因為年老身體狀況不好，無法繼續負荷作為教宗的職務重擔。因此預計在該月月底正式請辭。隨後這項消息獲得聖座發言處的證實。
在聖座公布的消息中說明本篤十六世卸下職務後的待遇：
職稱改名為榮休教宗（Pope Emeritus），另外冠有「榮休羅馬主教」和「前任聖座本篤十六世」兩個頭銜。他將繼續穿著教宗白長袍，但不會配飾披帶和漁人之鞋。身為教宗權柄象徵之一的漁人權戒也正式销毀。在退休後他將居住在梵蒂岡的教會之母修道院中。此外他在退休後每月可領2,500歐元退休金。
2013年2月28日晚間當地時間八點，本篤十六世正式卸下教宗職務，前往岡道爾夫堡教宗別墅，在該處居住兩個月後才正式搬至教會之母修道院。

### 逝世
2022年12月31日，本笃十六世於梵蒂岡教会之母修道院內逝世，享耆壽95岁。
2023年1月5日，由教宗方濟各於聖伯多祿廣場主持葬禮，儀式後靈柩安葬於聖伯多祿大殿地下室中的教宗墓地，該墓穴為前教宗若望保祿二世於宣福前所用。

## 年表
- 1944年：於奧地利應徵入伍
- 1944年：受德國步兵基本訓練；逃出德國軍隊
- 1951年：晋铎
- 1953年：獲慕尼黑大學神學博士學位
- 1969年：赴雷根斯堡大學任教（後任院長及副校長）
- 1977年：為慕尼黑-弗賴辛總教區總主教；同年升任樞機，领罗马蒂布蒂诺忧苦之慰圣母堂衔。
- 1981年：任聖座信理部部長兼國際神學委員會主席（英语：International Theological Commission）领天主教韋萊特里-塞尼羅馬城郊教區銜
- 2002年：任樞機團團長，领罗马天主教奧斯底亞羅馬城郊教區衔。
- 2005年：當選教宗
- 2013年：宣佈辭職，成為繼1415年教宗額我略十二世退位後、近600年來首位請辭的教宗。
- 2022年：於梵蒂岡因病辭世，享耆壽95歲，為繼前任教宗若望保祿二世之後第二位於21世紀離世的教宗。

## 出訪

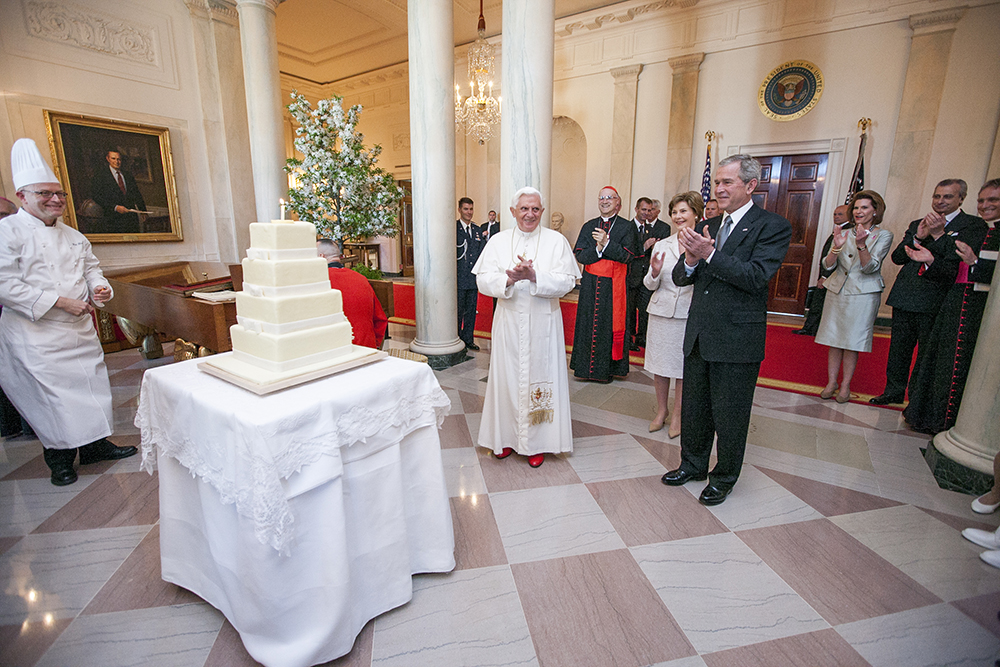
教宗本篤十六世與美國總統喬治·沃克·布希和夫人蘿拉·威爾士·布希共同慶祝其81歲生日

- 意大利（2005年5月29日）
- 德國科隆（2005年8月18日至8月21日）
- 波蘭（2006年5月25日至5月28日）
- 西班牙（2006年7月3日至7月9日）
- 德國（2006年9月9日至9月14日）
- 土耳其（2006年11月28日至12月1日）
- 巴西（2007年5月9日至5月13日）
- 奧地利（2007年9月7日至9月9日）
- 美國（2008年4月15日至4月20日）
- 澳大利亚（2008年7月12日至7月21日）
- 法國（2008年9月12日至9月15日）
- 喀麥隆和安哥拉（2009年3月17日至3月23日）
- 约旦、以色列和巴勒斯坦（2009年5月8日至5月15日）
- 捷克（2009年9月26日至9月29日）
- 英國（2010年9月16日至9月19日）
- 德國柏林（2011年9月）
- 古巴（2012年3月27日至3月29日）

## 通諭
| 序號 |  | 題目                |  | 譯名             |  | 主題       |  | 日期           |
| ---- |  | ------------------- |  | ---------------- |  | ---------- |  | -------------- |
| 1.   |  | Deus Caritas Est    |  | 天主是愛         |  | 基督徒的愛 |  | 2005年12月25日 |
| 2.   |  | Spe Salvi           |  | 在希望中得救     |  |            |  | 2007年11月30日 |
| 3.   |  | Caritas in Veritate |  | 在真理中實踐愛德 |  |            |  | 2009年6月29日  |

## 牧函
| 序號 |  | 題目 |  | 譯名                                                |  | 主題                         |  | 日期          |
| ---- |  | ---- |  | --------------------------------------------------- |  | ---------------------------- |  | ------------- |
| 1.   |  |      |  | 致中華人民共和國內天主教徒信 （页面存档备份，存于） |  | 致中華人民共和國內天主教徒信 |  | 2007年6月30日 |

## 個人事件

### 教宗與伊斯蘭教
本笃十六世一直强调宗教对于世界和平的影響，并且身体力行积极关注并参与国际事务，特别是有关中东问题。
早在就任教宗之前他就曾公开批评美国总统布什和伊拉克战争，认为这是一场非正义的战争，它所造成的破坏将远远大于想要拯救的价值观念。他也称赞伊斯兰教的教义，并对穆斯林虔诚的信仰和高尚的道德表示赞扬。尽管他强调，伊斯兰教是多样化的宗教，但他同时认为，将穆斯林指责为恐怖分子是错误的。而且他也不同意9·11之后布什的“反恐战争是一场十字军东征”的说法。本笃十六世主张各方和平解决伊朗核危机。
2005年讽刺穆斯林先知穆罕默德的漫画风波发生后，本笃十六世表示了谴责的立场。他要求本着相互尊重的原则在世界各地实现宗教自由。
2006年黎以冲突发生后，本笃十六世通过梵蒂冈电台谴责以色列进攻黎巴嫩，指出这是对一个主权国家的侵犯，教宗将与那些受苦受难并保卫国家独立的人们同在。他还号召世界人民共同为其早日停火祈祷。他说：「对所有人来说，战争都是最坏的解决办法，它带给人们的只有坏处，对胜利者也是如此。人们需要的是和平。我们将运用各种道德力量帮助人们了解人类共存是惟一的出路。」

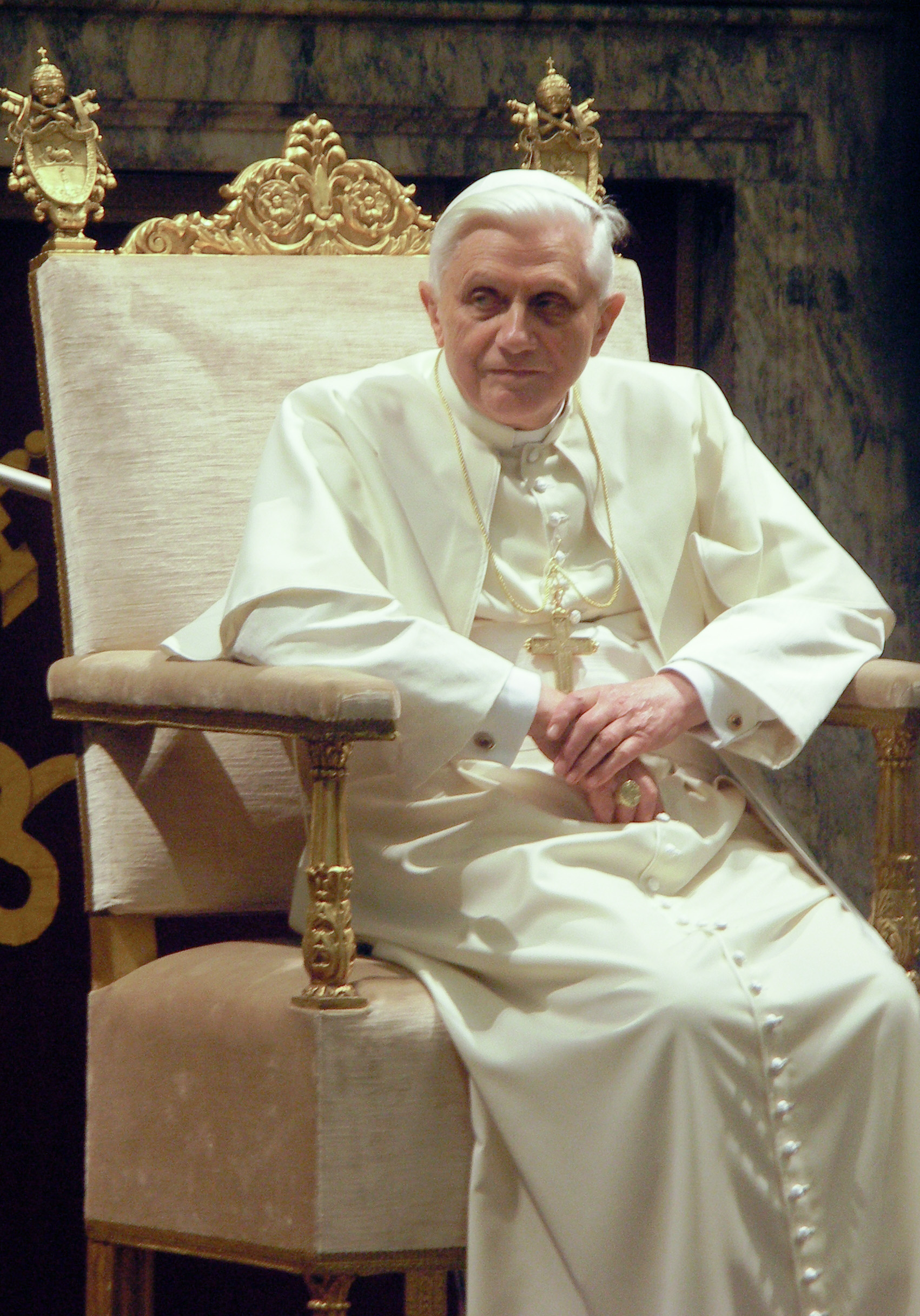
2006年1月20日本篤十六世在一私人聽證會上

2006年9月12日，教宗發表演講時指，伊斯蘭教先知穆罕默德的部份教導是「邪惡與不人道」，他下令以利劍傳播教義，帶來邪惡。教宗的講話被普遍的穆斯林指為對伊斯蘭教的抵毀和冒犯「伊斯蘭教以暴力傳道」的論調引起全球穆斯林強烈反響，多處地方有示威抗議，其中加沙有五千人示威；哈馬斯高層強烈不滿，認為是另一次十字軍戰爭；巴基斯坦就通過決議，譴責教宗；伊斯坦堡有示威抗議，土耳其表示將取消教宗的訪問；摩洛哥宣布，召回駐梵蒂岡的大使，以了解教宗本篤十六世對伊斯兰教的言論。
教宗這番話是來自15世紀拜占庭帝國皇帝曼努埃爾二世（1350－1425年）曾說過的話。曼努埃爾二世曾在1373年被送往鄂圖曼帝國當人質，直到他的父親過世，他才逃回國內繼位，最後還是不敵鄂圖曼的侵吞野心，在他去世的前一年，與鄂圖曼帝國簽下合約並賠款。也因如此，使得曼努埃爾二世特別憎恨穆斯林。這個讓曼努埃爾憎恨的鄂圖曼帝國，為了擴張領域，經常攻打東羅馬帝國。自从十五世纪君士坦丁堡被奥托曼土耳其人攻陷，信仰基督的拜占庭帝国灭亡後，伊斯坦布尔的基督信徒便日渐减少。二十世纪七十年代的伊斯坦布尔和土耳其全国还有叁十万东正教徒，但在缺乏宗教自由保障的局势下，今天只剩下叁千人，大部分信徒都前往欧美各地。
2006年9月16日，本篤十六世發表聲明，對他較早時的言論令伊斯蘭教徒感到受傷害，表達抱歉。教宗表示，他尊重伊斯蘭教的信仰，並希望大家能明白他發言的真意。教廷解釋說，教宗無意冒犯伊斯蘭教，德國總理默克爾表示，教宗的言論被人誤解，他只是譴責以宗教名義發動暴力活動。聖座國務卿達濟斯·貝爾托內樞機在一份聲明中表示：「教宗對其言論之部份內容令伊斯蘭教徒覺得被冒犯感到非常遺憾」。CNN認為聖座這份聲明不屬於正式道歉，但随后三十八位伊斯蘭宗教領袖聯名表示願意接受教宗致歉。
为修补裂痕及改善天主教与东正教和穆斯林的关系，本篤十六世在同年11月28日展開一連四日的土耳其訪問行程。這是教宗本篤十六世对這個穆斯林占多數的國家進行的首次访问，他在位于伊兹密尔的以弗所（Efeso）举行了弥撒祭，并与东正教宗主教巴尔多禄茂一世举行了会谈。对于这次的访问，许多宗教人士认为是十分成功的，缓解了基督宗教世界与伊斯兰教世界的冲突，同时表现出了西方世界愿意与伊斯兰世界和平共存的愿望。同时土耳其当地的报纸也纷纷发表评论，积极的肯定了教宗的这次访问，架起了穆斯林世界和西方基督宗教世界的桥梁，使双方都能进一步的进行对话，消除分歧。据悉在教宗离开土耳其之前的讲话中，他表示这次的访问打开了对话，但他本人更希望「这样的对话能继续下去」。

### 避孕套

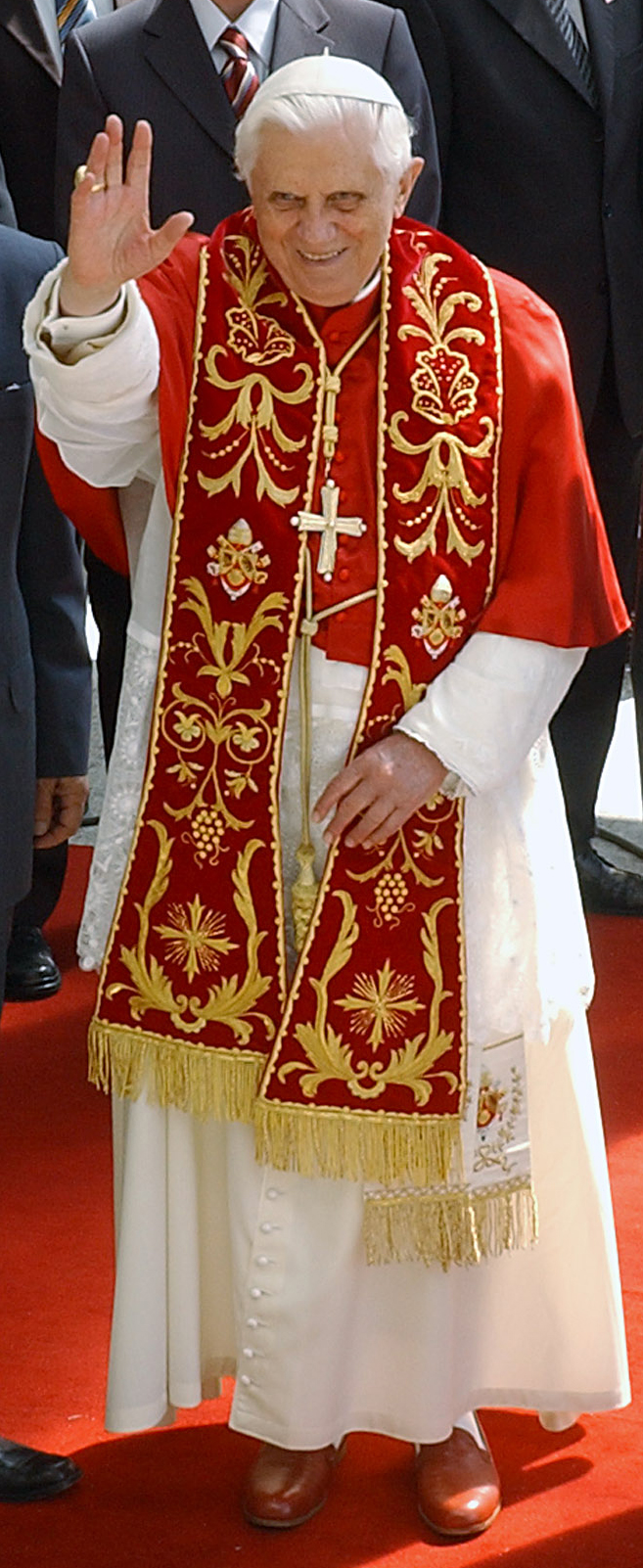
本篤十六世穿著夏日紅色肩衣，並搭配紅色聖帶及紅色教宗鞋

2009年3月17日，本篤十六世在一次公開演講時說，避孕套不能解决非洲的艾滋病问题，事实上，它反而会加剧艾滋病问题；因為真正解決辦法是避免婚前性行為，而非消極發放保險套，该言论引发争议，圣座表示教宗的讲话和天主教会反对使用避孕用具的教条一致。但许多卫生官员都仍建议使用避孕套来预防艾滋病毒的扩散。法国和德国官员以及艾滋病活动人士批评教宗的说法。西班牙卫生部表示将向非洲运送100万个避孕套对抗艾滋病的扩散。一名法国外交部发言人说尽管法国无权对天主教教条作价值判断，但是法国认为教宗的言论对于公共卫生政策和保护生命的责任是一种威胁。事实上，有关避孕套的言论并不能视作教宗的私人言论，而是天主教的教义之一：依据《天主教教理》第三卷第二部分第二章第五条，天主教会确信，生育是一个恩赐、是婚姻的一个目的，夫妻奉召传衍生命以分享天主的创造能力及父性，而包括使用避孕套在内的任何阻止生育的行为都是错误的。

## 教宗名號
根據《宗座年鑑2006》，教宗的稱號中的「西方宗主教」已經取消，但之後2024年由繼任教宗方濟各恢復此稱號。

## 譯名列表
- 本篤十六世：天主教香港教區禮儀委員會：禧年專頁 （页面存档备份，存于）、香港天主教教區檔案　歷任教宗、《大英簡明百科知識庫》2005年版[永久]作本篤。
- 本尼狄克十六世：《世界人名翻譯大辭典》1993年版作本尼狄克。

## 主要著作
- 《圣波那文图拉之历史神学》（1959年）
- 《基督宗教的博爱》（1960年）
- 《启示与传统》（与拉纳尔合著，1965年）
- 《基督宗教存在的圣礼根据》（1966年）
- 《基督宗教导论》（1969年）
- 《天主新民》（1969年）
- 《教义与宣道》（1973年）
- 《基督宗教道德原理》（1975年）
- 《末世论》（1977年）
- 《天主教教义学简论》（1977年）
- 《关于神学原理的学说——论基本神学之构成》（1982年）
- 《论信仰处境》（1985年）
- 《教会、普世与政治》（1987年）
- 《基督宗教介紹》（1991年）
- 《地上的盐》（1997年）
- 《禮儀的精神》（2000年）
- 《天主與世界》（2000年）
- 《纳匝肋的耶稣》（2007年）
- 《世界的光》（2010年）

## 參看
- 天主教会、圣座、羅馬教廷
- 教宗：教宗列表
- 教宗选举：2005年教宗選舉秘密會議、2013年教宗選舉秘密會議
- 教宗辞职：教宗本篤十六世辭職
- 教宗预言、法蒂瑪的三個秘密
- 在世樞機列表

## 外部連結
官方網頁
- Vatican: the Holy See（页面存档备份，存于） – 梵蒂岡主網頁
- Vatican: Election （页面存档备份，存于） 梵蒂岡關於教宗選舉網頁
- Communio （页面存档备份，存于） magazine, founded by Ratzinger and others. Contains recent articles by him.
- Official email address: （詳見 link 'Greetings to the Holy Father' （页面存档备份，存于））
- 梵蒂岡中文Youtube頻道 （页面存档备份，存于）

傳記
- 教宗本篤十六世：BBC Profile （页面存档备份，存于）
- Deutsche Welle Dossier on Benedict XVI （页面存档备份，存于）
- Washington Times Analysis: Ratzinger in the ascendance （页面存档备份，存于）
- WSWS.org - Pope Benedict XVI’s political resume: theocracy and social reaction （页面存档备份，存于）
- The Vatican’s Enforcer （页面存档备份，存于） – The National Catholic Reporter's 1999 Cover Story on the history of then Cardinal Ratzinger
- World War II years （页面存档备份，存于）

其他網頁
- The Pope Benedict XVI Fan Club （页面存档备份，存于）（see also The Cardinal Ratzinger Fan Club （页面存档备份，存于））
- Amici di Joseph Ratzinger （意大利文）
- The Pope Blog: Pope Benedict XVI （页面存档备份，存于）
- Papst News: Papst Benedikt XVI （页面存档备份，存于） （德文）
- Pope News Roundup （页面存档备份，存于）
- Windows Media video from Vatican City announcing Habemus Papam (We have a Pope!)
- Yahoo! Pope Benedict XVI directory category
- Open Directory Project – Benedict XVI directory category （页面存档备份，存于）
- Ratzinger page at www.cardinalrating.com
- Benedict XVI Art
- 709 The European Library recursos on or of "joseph+alois+ratzinger+") joseph alois ratzinger （页面存档备份，存于）
- Benedict XVI TV video speeches, events, clips

| 天主教會職銜           | 天主教會職銜                 | 天主教會職銜    |
| ---------------------- | ---------------------------- | --------------- |
| 前任者： 若望·保禄二世 | 罗马主教 教宗 2005年－2013年 | 繼任者： 方濟各 |